# Antoine Olivier Pilon
Antoine Olivier Pilon (Montreal, 23 de junio de 1997) es un actor canadiense.

## Filmografía

### Cine
- 2010 : Frisson des collines de Richard Roy : Frisson,
- 2011 : Laurence Anyways de Xavier Dolan : Un jeune ado
- 2012 : Les Pee-Wee 3D : L'hiver qui a changé ma vie de Éric Tessier : Janeau Trudel
- 2014 : Mommy (película de 2014) de Xavier Dolan : Steve Després
- 2017 : Junior Majeur de Eric Tessier: : Janeau Trudel

### Televisión
- 2012 - 2013 : Tactik de Stephan Joly y Claude Blanchard : Jeremy Miville
- 2013 -  : Mémoires vives de Brigitte Couture : Clovis Landrie
- 2013 -  : Les Argonautes : William
- 2014 - 2015 : Subito texto : Vincent Beaucage

### Videoclip
- 2013 : College Boy de Xavier Dolan ilustración del grupo Indochine
- 2013 : Blow My Mind, canción del grupo Jacob$
- 2015 : Pourquoi tout perdre?, canción interpretada por Lenni Kim.

### Cortometrajes
- 2012 : Le siège

## Reconocimiento
| Premio de entrega                                                                     | Categoría                          | Personaje y película          | Resultado |
| ------------------------------------------------------------------------------------- | ---------------------------------- | ----------------------------- | --------- |
| Young Artist Awards                                                                   | Mejor actor en película extranjera | Frisson, Frisson des Collines | Ganador   |
| Young Artist Awards                                                                   | Mejor actor en película extranjera | Janeu Trudel, Les Pee-Wee 3D  | Ganador   |
| Festival du grain à démoudre pour l’acteur le plus prometteur at Gonfreville l'Orcher | Mención especial                   | Frisson, Frisson des Collines | Ganador   |
| Festival International du Film Francophone de Namur                                   | "Mejor actor"                      | Steve Després, Mommy          | Ganador   |
| Jutra Awards                                                                          | "Mejor actor"                      | Steve Després                 | Ganador   |
| Vancouver Film Critics Circle Awards                                                  | "Mejor actor"                      | Steve Després, Mommy          | Ganador   |
| Canadian Screen Awards                                                                | "Actor en papel principal"         | Steve Després                 | Ganador   |